# Guenièvre Jones
Pour les articles homonymes, voir Guenièvre (homonymie) et Jones.
Guenièvre Jones (Guinevere Jones) est une série télévisée australo-canadienne créée par Elizabeth Stewart et diffusée au Canada entre le 4 mai et le 7 décembre 2002 sur YTV et en Australie sur Network Ten.
En France, la série a été diffusée à partir du 11 novembre 2002 sur France 2 et rediffusée sur Filles TV et Gulli, et au Québec à partir du 31 août 2003 sur VRAK.TV.

## Synopsis
Gwen, une jeune canadienne récemment installée en Australie, ne peut et ne veut accepter le monde dans lequel elle vit. Le collège, la ville, les habitants, tout lui est étranger et lui semble étrange, injuste et cruel. Le mal-être de la jeune fille empire le jour où sa mère, son unique source de certitude et de réconfort, tombe gravement malade et qu'elle-même est confiée à une famille d'accueil.
Gwen est loin de s'en douter, mais tout ça n'est qu'un début. En compagnie de Tasha, une camarade de classe férue de magie, elle rencontre Merlin qui lui révèle son destin : elle est la réincarnation de la reine Guenièvre, épouse du roi Arthur, décédée il y a 1 500 ans. Commence alors pour Gwen un difficile apprentissage de la magie pour mieux combattre le mal, et en particulier Morgane, sa belle-sœur, qui était autrefois la pire ennemie d'Arthur et de Merlin. Cependant, Morgane a décidé de se venger de ce que lui a fait Arthur, et Guenièvre est sa dernière chance de se venger.

## Distribution
- Tamara Hope (VF : Edwige Lemoine) : Guenièvre « Gwen » Jones / Reine Guenièvre
- Greta Larkins (VF : Marie-Eugénie Maréchal) : Tasha Myers
- Damien Bodie (VF : Yann Le Madic) : Josh Myers
- Yani Gellman (VF : Yoann Sover) : Michael Medina
- Bridget Neval : Reine Davidson
- Ted Hamilton (en) (VF : Michel Le Royer) : Merlin
- Ian Dixon : Gadowain
- Aljin Abella (en) (VF : Hervé Grull) : Spencer Huang

 Source et légende : version française (VF) sur RS Doublage

## Épisodes

### Première saison (été 2002)
1. Pluie maléfique (Hard Rain)
2. Possession (Psyched)
3. Magie noire (That Old Black Magic)
4. Le Virus du mal (Ordinary Evil)
5. Sœurs de cœur (Weird Sisters)
6. Les Dybbukim (Dybbukkin)
7. Le Sortilège (First Date)
8. L'Esprit de la pierre (Warwe and Mineer)
9. Michael (Love Hurts)
10. L'Arbre de Merlin (The Dryad)
11. Le Protecteur démoniaque (Solo Act)
12. Jalousie (Shadows)
13. Tentation venimeuse (Choices)

### Seconde saison (automne 2002)
1. Un instant magique (Lost and Found)
2. Le Sablier du temps (Time Cuts)
3. La Boîte aux mémoires (Detention)
4. Le Sortilège d’amour (Wishes)
5. Duel de pouvoirs (Tribes)
6. Poussière d’argent (Easy Money)
7. Le Sort de confinement (No Place Like Home)
8. Hérédité féerique (Bloodlines)
9. Voyage en Féerie (Fifi)
10. La Disparition de Merlin (Spellbound)
11. Le Cristal de l’enchanteur (What Guinevere Knew)
12. Les Ténèbres de Morgane (Darkness Falls)
13. Le Combat de Guenièvre (Rebellion)